# Distrikt Santa Cruz de Chuca
Der Distrikt Santa Cruz de Chuca liegt in der Provinz Santiago de Chuco in der Region La Libertad im Westen von Peru. Der Distrikt wurde am 20. Februar 1959 gegründet. Er besitzt eine Fläche von 163 km². Beim Zensus 2017 wurden 3029 Einwohner gezählt. Im Jahr 1993 lag die Einwohnerzahl bei 3256, im Jahr 2007 bei 3228. Die Distriktverwaltung befindet sich in der 2924 m hoch gelegenen Ortschaft Santa Cruz de Chuca mit 618 Einwohnern (Stand 2017). Santa Cruz de Chuca liegt 4,5 km nordöstlich der Provinzhauptstadt Santiago de Chuco.

## Geographische Lage
Der Distrikt Santa Cruz de Chuca liegt an der Westflanke der peruanischen Westkordillere zentral in der Provinz Santiago de Chuco. Der Distrikt wird von den Flüssen Río Huaychaca und Río Tablachaca im Westen und im Südosten begrenzt.
Der Distrikt Santa Cruz de Chuca grenzt im Westen an den Distrikt Santiago de Chuco, im Norden an den Distrikt Cachicadán, im Osten an den Distrikt Angasmarca sowie im Süden an die Distrikte Pallasca und Bolognesi (beide in der Provinz Pallasca).